# Union Chapel (Massachusetts)
Die Union Chapel (vollständig Oak Bluffs Christian Union Chapel) ist ein Kirchengebäude in Oak Bluffs im Bundesstaat Massachusetts der Vereinigten Staaten. Es wurde 1871 vollendet und 1990 in das National Register of Historic Places aufgenommen.

## Beschreibung
Das von Samuel Pratt, der auch das Gebäude The Arcade gebaut hat, entworfene Bauwerk verfügt über einen achteckigen Grundriss und wurde stets konfessionsübergreifend genutzt. Es bildet in gewisser Weise das für Gläubige aller Religionen zugängliche Gegenstück zum Tabernakel des benachbarten Methodisten-Camps Wesleyan Grove, wenngleich die Kirche bereits 8 Jahre zuvor errichtet worden war.
2002 ging das Eigentum auf den Martha’s Vineyard Preservation Trust über, der die Kirche restaurierte und seither sowohl für Gottesdienste als auch unter anderem als Kunst- und Kulturzentrum nutzt.